# Мидлтон (Висконсин)
Мидлтон (енгл. Middleton) град је у америчкој савезној држави Висконсин.

## Демографија
По попису из 2010. године број становника је 17.442, што је 1.672 (10,6%) становника више него 2000. године.
| Група             | 2000.          | 2010.          |
| Белци             | 14.308 (90,7%) | 14.694 (84,2%) |
| Афроамериканци    | 311 (2,0%)     | 606 (3,5%)     |
| Азијати           | 419 (2,7%)     | 734 (4,2%)     |
| Хиспаноамериканци | 444 (2,8%)     | 984 (5,6%)     |
| Укупно            | 15.770         | 17.442         |